# Sportåret 1803

## Händelser

### Boxning

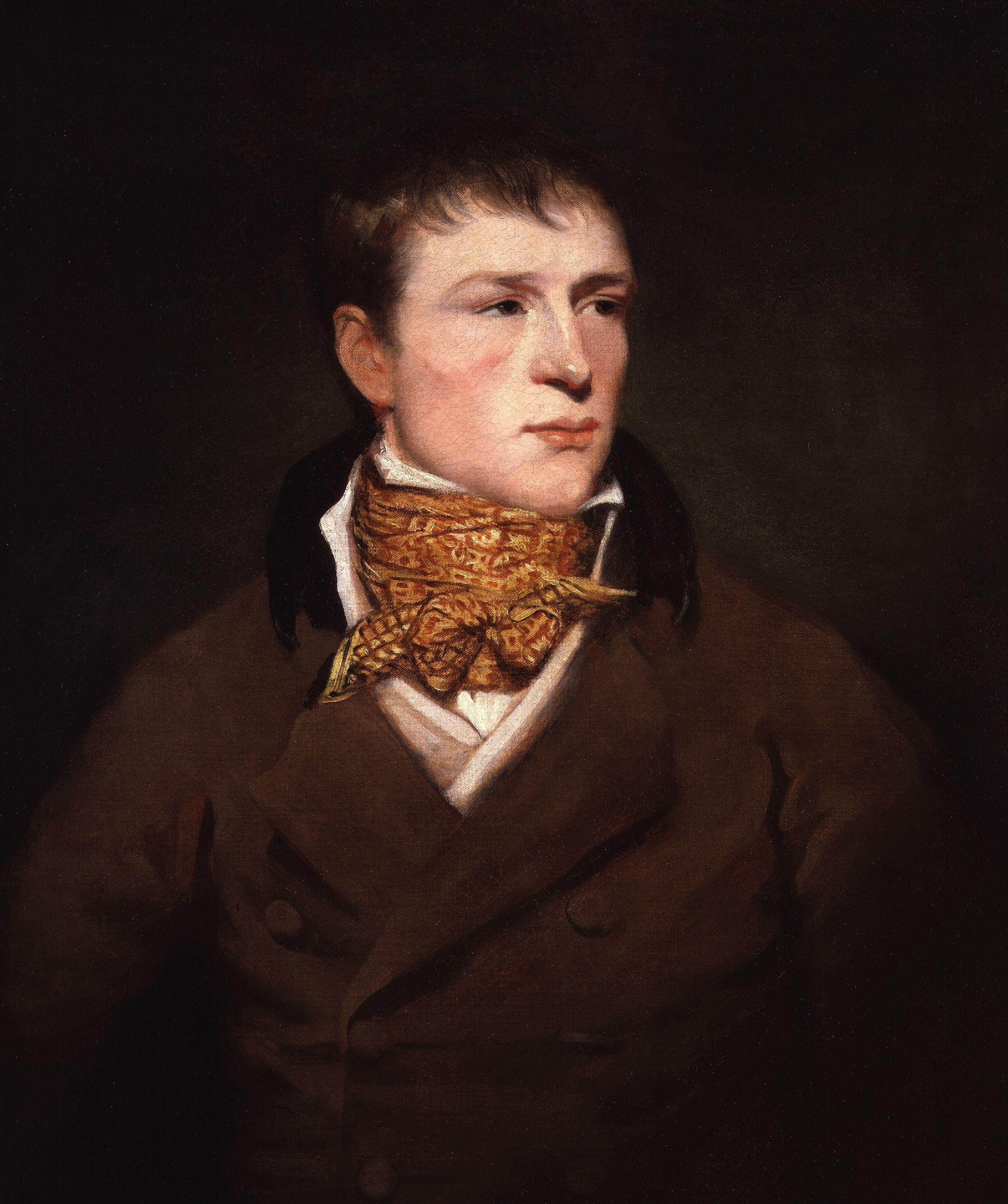
Jem Belcher.

- 12 april – Jem Belcher besegrar Jack Firby i London och försvarar därmed sin engelska mästerskapstitel i tungvikt. Matchen varar i 20 minuter över elva ronder.[1]

- 3 juni – Hen Pearce besegrar Jack Firby i London. Matchen varar i 30 minuter över tio ronder.[2]

- 24 juli – Jem Belcher förlorar ett öga på grund av en olycka när han spelar racquets. Han drar sig tillbaka och ger därmed upp sin engelska mästerskapstitel i tungvikt. Senare gör han comeback och gör anspråk på titeln igen.[1]

- 11 augusti – Hen Pearce besegrar Joe Berks i London. Matchen varar i 20 minuter över 15 ronder.[2]

- September – John Gully besegrar Jack Rand i Lansdown.[3]